# アイシーン
アイシーン（icene）は、日本たばこ産業（JT）から製造・販売されていた日本のたばこの銘柄の一つ。正式名称はicene super cooling menthol（アイシーン・スーパークーリング・メンソール）。

## 概要
2002年8月1日に愛知・岐阜･三重・静岡で販売開始。2003年5月1日より全国販売。爽快感と清涼感が特徴で、一般的なメンソールにはない味わいが人気を集めていた。他のJT主力商品とは異なり、取扱店はそれほど多くなかった。パッケージはスカイブルーと白のボックスで若年層の女性を意識したデザインとなっていた。ブランド統合に先立ち、2009年11月上旬頃にD-spec化され、その際に味も若干変化している。その後、ルーシアとともにピアニッシモブランドに統一されている。